# 비디오 게임 원화가
비디오 게임 원화가 또는 비디오 게임 아티스트(video game artist)는 비디오 게임에 필요한 그림, 사진 종류의 예술을 제작하는 사람을 일컫는다. 비디오 게임에서 게임 아티스트는 시각 예술을 필요로 하는 게임 개발의 모든 면에 책임을 진다. 게임 아티스트들은 중요한 역할을 수행하며 롤플레잉 게임, 수집 가능한 카드 게임, 비디오 게임의 크레딧에 들어가기도 한다.